# Метушня (фільм)
«Метушня» («Hustle») — американський кінофільм 1975 року, знятий режисером Робертом Олдрічем на кіностудії «Paramount Pictures».

## Сюжет
На закритому пляжі знайдено тіло жінки. Лейтенант Філ Гейнс та його партнер Сержант Луїс Белгрейв починають розслідування. Вони приходять до висновку, що жертва — повія та танцівниця Глорія Голлінгер, яка вчинила самогубство, використовуючи снодійне. Батько жертви незадоволений результатами слідства та вирішує сам знайти винуватця смерті доньки.

## У ролях
- Берт Рейнольдс — лейтенант поліції Філ Ґейнс
- Катрін Денев —Ніколь Бріттон
- Бен Джонсон — Марті Голлінгер
- Пол Вінфілд — сержант Луїс Белгрейв
- Айлін Бреннан — Паулі Голлінгер
- Едді Альберт — «Королівська риба», Лео Селлерс
- Ернест Боргнайн — Сантуро
- Колін Бреннан — Глорія Голлінгер
- Кетрін Бах — Пеґґі Саммерс
- Джек Картер — Гербі Даліц
- Роберт Енглунд — грабіжник
- Стів Шоу — епізод
- Шерон Келлі — епізод
- Джеймс Хемптон — епізод
- Девід Спілберг — епізод
- Чак Хейворд — епізод
- Пітер Брендон — епізод
- Наомі Стівенс — епізод
- Мед Флорі — епізод
- Діно Вашингтон — епізод
- Патріс Рохмер — епізод
- Джон Дьюк — епізод
- Дон Біллет — епізод
- Хел Бейлор — епізод
- Дон Беррі — епізод
- Карл Лукас — епізод
- Джин Кронопулос — епізод
- Елвін Хаммер — епізод
- Дейв Віллок — епізод
- Квіні Сміт — епізод
- Мерилін Стейдер — епізод
- Роберт Інглунд — епізод
- Джордж Меммолі — епізод
- Фред Віллард — епізод
- Тед Гір — епізод
- Бен Янг — епізод
- Джон Ферлонг — епізод
- Джейсон Вінгрін — епізод
- Рон Найман — епізод
- Вікторія Керролл — епізод
- Ленс Фуллер — епізод
- Алан Ледд — епізод
- Діанна Ленд — епізод
- Грегорі Пек — епізод

## Знімальна група
- Режисер — Роберт Олдріч
- Сценарист — Стів Шеган
- Оператор — Джозеф Еф Бірок
- Композитор — Френк Де Вол
- Продюсери — Роберт Олдріч, Вільям Олдріч, Берт Рейнольдс